# Лисовские
Лисовские (пол. Lisowski) — дворянский род.
Самойло Александрович Лисовской стрелецкий и казачий голова, воевода в Бургузинском остроге (1677—1678).
Потомство Фёдора Лисовского сотника Новгород-Северского (1715—1721).
Другой украинский род Лисовских пользовался гербом Ёж.
Польские шляхетские роды Лисовских использовали 18 гербов: Боньча, Долива, Ястржембец, Ёж, Корвин, Лелива, Лис, Любич, Мондростки, Наленч, Новина, Одровонж, Огоньчик, Помян, Порай, Пржегоня, Слеповрон, Лисовский (Пржегоня изм.).
Лисовские герба Боньча — одна из татарских фамилий, в Великом Княжестве Литовском оседлых, коим на основании Сеймовых постановлений дарованы дворянские права. Из них Давид Лисовский в 1714 году владел имением Студзянки в Бельском повяте.

## Описание герба
В голубом поле серебряная опрокинутая подкова, увенчанная кавалерским крестом, на котором чёрный ворон с кольцом в клюве; в оконечности шита две стрелы вправо.
Щит увенчан дворянскими шлемом и короной. Нашлемник: три страусовых пера, обременённых подобным же вороном с кольцом. Намёт на щите голубой, подложенный серебром.